# مطيع الرحمن (طيار عسكري)
     لشخصية أخرى تحمل اسم مطيع الرحمن، طالع مطيع الرحمن (توضيح).
مطيع الرحمن (29 أكتوبر 1941 - 20 أغسطس 1971) كان ملازمًا في سلاح الجو الباكستاني وحصل على جائزة بير سريشثو، أعلى جائزة عسكرية في بنغلاديش عن أفعاله خلال حرب تحرير بنغلاديش.
حاول الهروب من باكستان والانضمام إلى حرب تحرير بنغلاديش، بعد أن خطف طائرة لوكهيد تي-33 يقودها الضابط الطيار راشد منهاس، والذي يبلغ من العمر 20 عامًا ومكلفًا حديثًا، وذلك خلال رحلة راشد منهاس الفردية الثانية. أوقف مطيع الرحمن الطائرة على المدرج، وصعد إلى قمرة القيادة ووجه الطائرة نحو الحدود الهندية، لكن راشد منهاس قاومه من خلال أدوات التحكم المرتبطة ميكانيكيًا. ثم أطلق راشد المظلة، ولأنه لم يكن مربوطًا بشكل صحيح لم تنطلق مظلتة، بينما طار مطيع الرحمن خارج قمرة القيادة. كانت الطائرة تحلق على ارتفاع منخفض للغاية لم يتمكن فيه راشد منهاس من استعادة التحكم بالطائرة، فتحطمت، مما أدى إلى مقتله. لدعمه لدولة بنغلاديش، تم تكريم مطيع الرحمن من قبل بنغلاديش بجائزة بير سريشثو.

## حياة سابقة
أكمل مطيع الرحمن تعليمه الابتدائي في مدرسة دكا الجامعية. بعد ذلك، تم قبوله في مدرسة سارغودا التابعة للقوات الجوية الباكستانية في غرب باكستان. في 15 أغسطس 1961، التحق بأكاديمية القوات الجوية الباكستانية (ثم كلية القوات الجوية الباكستانية) في ريسالبور. في 22 يونيو 1963، تم تكليف مطيع الرحمن كضابط طيار من الدورة السادسة والثلاثين لـ GD (P) وتم نشره في السرب رقم 2 من قاعدة موريبور الجوية (الآن مسرور) في كراتشي في غرب باكستان. بعد ذلك، أكمل بنجاح تدريب التحويل النفاث على طائرة التدريب النفاثة لوكهيد تي-33 في تلك القاعدة. اجتاز الدورة بنجاح بعلامة 75.66٪ وتم تخصيصه للتدريب على تحويل المقاتلين. تم إجراء تدريب تحويل المقاتلات في طائرات إف-86 سابر، وقد نجح في هذه الدورة بنسبة 81٪. تم نشره في بيشاور (في السرب رقم 19) بسبب نتائجه المشرقة في دورة تحويل المقاتلين.
الجدول الزمني للوظيفة
- التحق بمدرسة القوات المسلحة الباكستانية الرسمية في سرغودا 1956.
- التحق بأكاديمية القوات الجوية الباكستانية، ريسالبور عام 1961 كطالب طيار.
- التحق بالقوات الجوية الباكستانية عام 1963 كضابط طيار.
- أكمل التدريب على تحويل الطائرات
- أكمل تدريب للتحو ل إلى طيار مقاتلة.
- أرسل إلى السرب رقم 19، بيشاور كضابط طيران
- أكمل التدريب على قيادة المقاتلات، ماريبور.
- شارك في القتال ضد الهند عام 1965.
- مُنحت حرب Sitara-e-Harb عام 1965 (War Star 1965)
- رقي لرتبة ملازم أول يوليو 1967
- جلق على إف-86 ، ستارفايتر
- خرج من إف6 (ميغ-19) عندما حدث اشتعال أثناء معركة دوغفايت وهمية
- أكمل الدورة في Flying Instructors 'School
- أصبح QFI (مدرب طيران مؤهلاً) ويتم إرساله إلى
- أكاديمية PAF، ريسالبور
- تم النشر رقم 25 من سرب المدافع الأعلى، سارغودا
- المقر المخدوم، الاستخبارات الداخلية (ISI)
- عمل في القوات الجوية الباكستانية كمدرب لتحويل الطائرات من أجل الهروب بطائرة، مايو 1971

## خلال حرب تحرير بنغلاديش
قام الملازم أول مطيع الرحمن بتهريب عائلة قائد المجموعة طاهر قدوس على متن طائرة النقل الملكية السعودية C-130 المتجهة إلى الرياض خلال حرب تحرير بنغلاديش.  ذهب مطيع الرحمن وعائلته إلى دكا لقضاء إجازة لمدة شهرين في نهاية يناير 1971. كان يقيم في قرية راماناغار في رايبور أثناء العملية العسكرية في 25 مارس 1971 التي نفذها الجيش الباكستاني باسم عملية الكشاف. على الرغم من كونه عضوًا في القوات المسلحة الباكستانية، افتتح مطيع الرحمن معسكرًا تدريبيًا في فيراب وبدأ في تدريب البنغاليين الذين كانوا على استعداد للانضمام إلى موكتي باهيني. قام بتشكيل قوة دفاع صغيرة مع أعضاء راغبين وعدد قليل من الأسلحة التي تم جمعها. تم قصف معسكره من قبل القوات الجوية الباكستانية في 14 أبريل 1971. لكن مطيع الرحمن توقع الهجوم مسبقا وغير مكان معسكره. وهكذا تم إنقاذ طاقمه وطاقمه من القصف. عاد مطيع الرحمن إلى دكا في 23 أبريل ثم عاد إلى كراتشي في 9 مايو مع أسرته.

## الموت
مطيع الرحمن كان طيارًا مدربًا في قاعدة القوات الجوية الباكستانية مسرور في عام 1971. كان يخطط للهروب إلى بنغلاديش بطائرة للانضمام إلى حرب تحرير بنغلاديش. في 20 أغسطس 1971، كان من المقرر أن يحلق الضابط الطيار راشد منهاسبطائرة تدريب نفاثة من طراز لوكهيد تي-33. رأى مطيع الرحمن أن راشد منهاس على وشك الإقلاع وطلب الانضمام إليه، وقفز إلى مقعد المدرب. حاول اختطاف T-33 في الجو من كراتشي بباكستان إلى الهند للانضمام إلى حركة التحرير. أرسل راشد منهاس رسالة إلى برج المراقبة بأنه قد تم اختطافه. تصارع راشد منهاس مع مطيع الرحمن للسيطرة على الطائرة وتحطمت في الأراضي الباكستانية مما تسبب في مقتل الطيارين. لم تعبر الطائرة أبدًا المجال الجوي الهندي وتحطمت بالقرب من الحدود في باكستان.
ياوار مظهر، كاتب في الاتحاد العسكري الباكستاني، نقل في عام 2004 أنه تحدث إلى النقيب المتقاعد من مجموعة القوات الجوية الباكستانية سيسيل تشودري عن راشد منهاس وأنه تعلم المزيد من التفاصيل غير المعروفة للجمهور بشكل عام. وبحسب مظهر، قاد شودري المهمة الفورية للتحقيق في الحطام وكتابة تقرير الحادث. أخبر شودري مظهر أنه وجد الطائرة أصابت أنفها الأرضي أولاً، مما أسفر عن مقتل راشد منهاس في المقعد الأمامي على الفور. ومع ذلك، لم يكن جسد مطيع الرحمن في الطائرة والمظلة مفقودة. فتش شودري المنطقة ورأى جثة مطيع الرحمن على مسافة ما خلف الطائرة، ووجد الجثة مصابة بخدوش شديدة نتيجة اصطدامها بالرمل بزاوية منخفضة وسرعة عالية. اعتقد شودري أن راشد منهاس ربما تخلى عن المظلة على ارتفاع منخفض مما تسبب في رمي مطيع الرحمن من قمرة القيادة لأنه لم يكن مربوطاً بداخله. شعر شودري أن الطائرة كانت قريبة جدًا من الأرض في ذلك الوقت، وبعيدًا عن السيطرة على راشد منهاس لتكون قادرة على منع الاصطدام.

## نقل رفاته

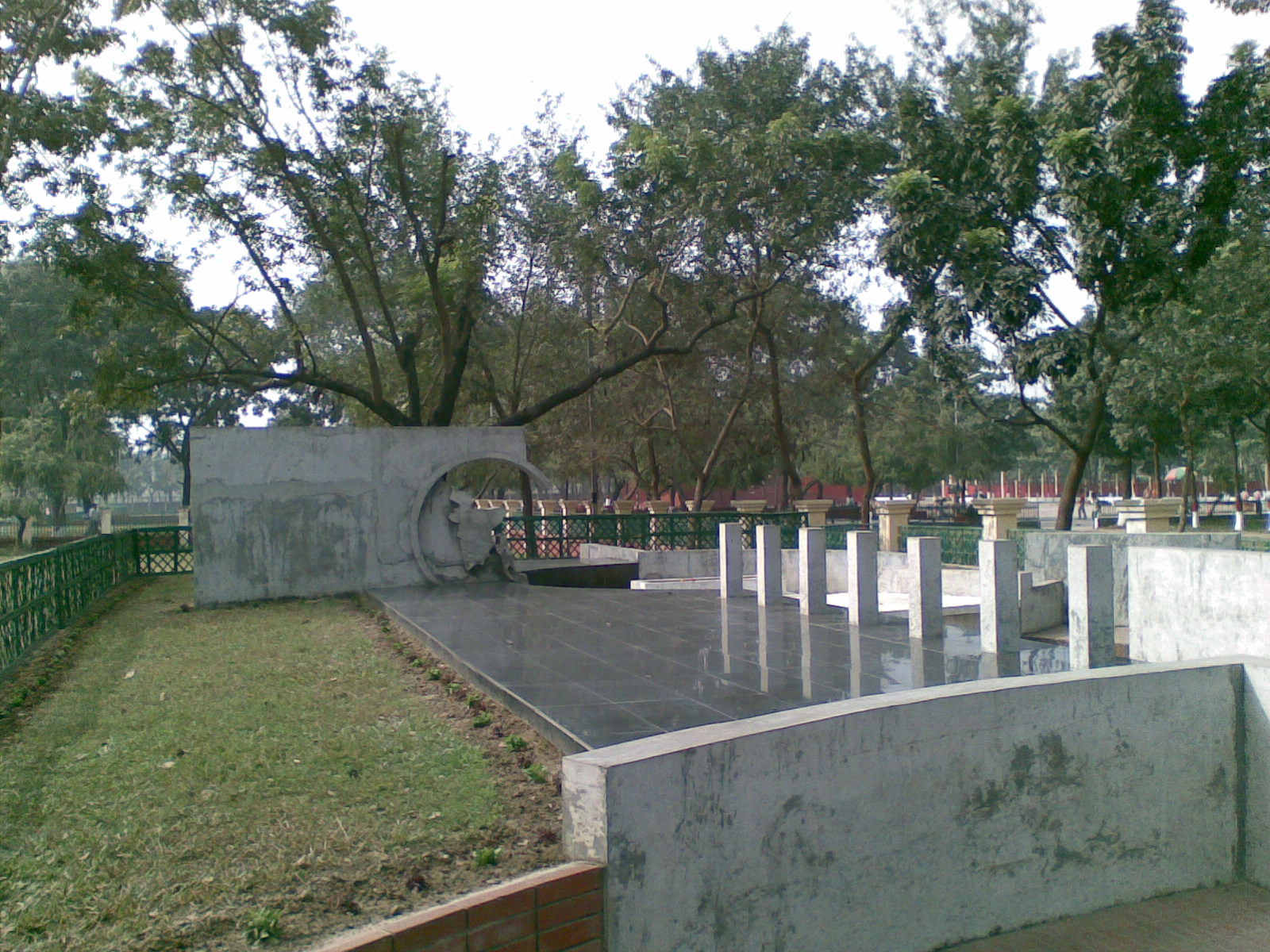
قبر مطيع الرحمن

بعد أكثر من 30 عامًا من المفاوضات، أعيد جثمان مطيع الرحمن أخيرًا إلى بنغلاديش في 24 يونيو 2006 من أجل إعادة دفن احتفالي ورمزي للغاية في عام 2006. ووصفت المتحدثة باسم وزارة الخارجية الباكستانية تسنيم أسلم ذلك بأنه «بادرة حسن نية». ودفن في مقبرة شهداء المثقفين في ميربور بدكا مع مرتبة الشرف العسكرية الكاملة. كان دفنه الأصلي في قبر في مقبرة موظفين من الدرجة الرابعة في باكستان وتعليق صورته عند مدخل قاعدة مشرور الجوية وتحديده على أنه خائن نقطة مؤلمة بين بنغلاديش وباكستان لعقود.

## في الخيال
هناك دراما وثائقية مستوحاة من حياة مطيع تدعى (Ognibolaka) حيث مثل الممثل السينمائي البنغلاديشي رياض في دور مطيع والممثلة التلفزيونية تارين دور زوجته ميلي. وهناك أيضًا فيلم بنغالي اسمه «أوستيستت أمار ديش» مأخوذ عن حياة مطيع وإخراج «خيلجير حياة خان». شاركت زوجته «ميلي رحمن» في كتابة هذا الفيلم ومثّلت فيه أيضًا. 

## ميراث
قاعدة بنغلاديش الجوية مطيع الرحمن في جيسور سميت أيضًا باسمه. كما قدم سلاح الجو البنغلاديشي أيضًا كأسًا يحمل اسمه لأفضل أداء في تدريب الطيران. كأس بيرشريشتو مطيع الرحمن (المعروف أيضًا باسم جائزة القلم الذهبي)، التي سميت باسمه، تُمنح أيضًا لأفضل ورقة بحث فردية عن الجناح الجوي في كلية القيادة والأركان للخدمات الدفاعية. تمت تسمية قاعات الطعام في كليات كاديت في بنغلاديش باسمه.

## روابط خارجية
- মুক্তিযুদ্ধ বিষয়ক মন্ত্রণালয়

قالب:Bir Sreshtho